# Supersonic (Jamiroquai)
Supersonic è una canzone del gruppo funk/acid jazz inglese Jamiroquai, terzo singolo estratto dall'album Synkronized. La canzone è stata scritta da Jay Kay, frontman del gruppo.
Il video musicale del brano è stato diretto da Cassius Coleman.

## Tracce
1. Supersonic (5:15)
2. Supersonic (Restless Soul Main Vocal) (7:35)
3. Supersonic (Sharp Razor Remix) (7:04)

## Classifiche
| Classifica (1999) | Posizione più alta |
| ----------------- | ------------------ |
| Regno Unito       | 22                 |
| Italia            | 27                 |